# Rhinella
Rhinella är ett släkte av groddjur. Rhinella ingår i familjen paddor.

## Dottertaxa tillRhinella, i alfabetisk ordning[1]
- Rhinella abei
- Rhinella achalensis
- Rhinella achavali
- Rhinella acrolopha
- Rhinella acutirostris
- Rhinella alata
- Rhinella amabilis
- Rhinella amboroensis
- Rhinella arborescandens
- Rhinella arenarum
- Rhinella arequipensis
- Rhinella arunco
- Rhinella atacamensis
- Rhinella beebei
- Rhinella bergi
- Rhinella boulengeri
- Rhinella castaneotica
- Rhinella ceratophrys
- Rhinella cerradensis
- Rhinella chavin
- Rhinella chrysophora
- Rhinella cristinae
- Rhinella crucifer
- Rhinella dapsilis
- Rhinella diptycha
- Rhinella dorbignyi
- Rhinella fernandezae
- Rhinella festae
- Rhinella fissipes
- Rhinella gallardoi
- Rhinella gnustae
- Rhinella granulosa
- Rhinella henseli
- Rhinella hoogmoedi
- Rhinella icterica
- Rhinella inca
- Rhinella iserni
- Rhinella jimi
- Rhinella justinianoi
- Rhinella lescurei
- Rhinella limensis
- Rhinella lindae
- Rhinella macrorhina
- Rhinella magnussoni
- Rhinella manu
- Rhinella margaritifera
- Rhinella marina
- Rhinella martyi
- Rhinella multiverrucosa
- Rhinella nesiotes
- Rhinella nicefori
- Rhinella ocellata
- Rhinella ornata
- Rhinella poeppigii
- Rhinella pombali
- Rhinella proboscidea
- Rhinella pygmaea
- Rhinella quechua
- Rhinella roqueana
- Rhinella rostrata
- Rhinella rubescens
- Rhinella rubropunctata
- Rhinella ruizi
- Rhinella rumbolli
- Rhinella schneideri
- Rhinella scitula
- Rhinella sclerocephala
- Rhinella spinulosa
- Rhinella stanlaii
- Rhinella sternosignata
- Rhinella tacana
- Rhinella tenrec
- Rhinella truebae
- Rhinella vellardi
- Rhinella veraguensis
- Rhinella veredas
- Rhinella yanachaga